# منشور البابا، الكنيسة والرايخ الألماني

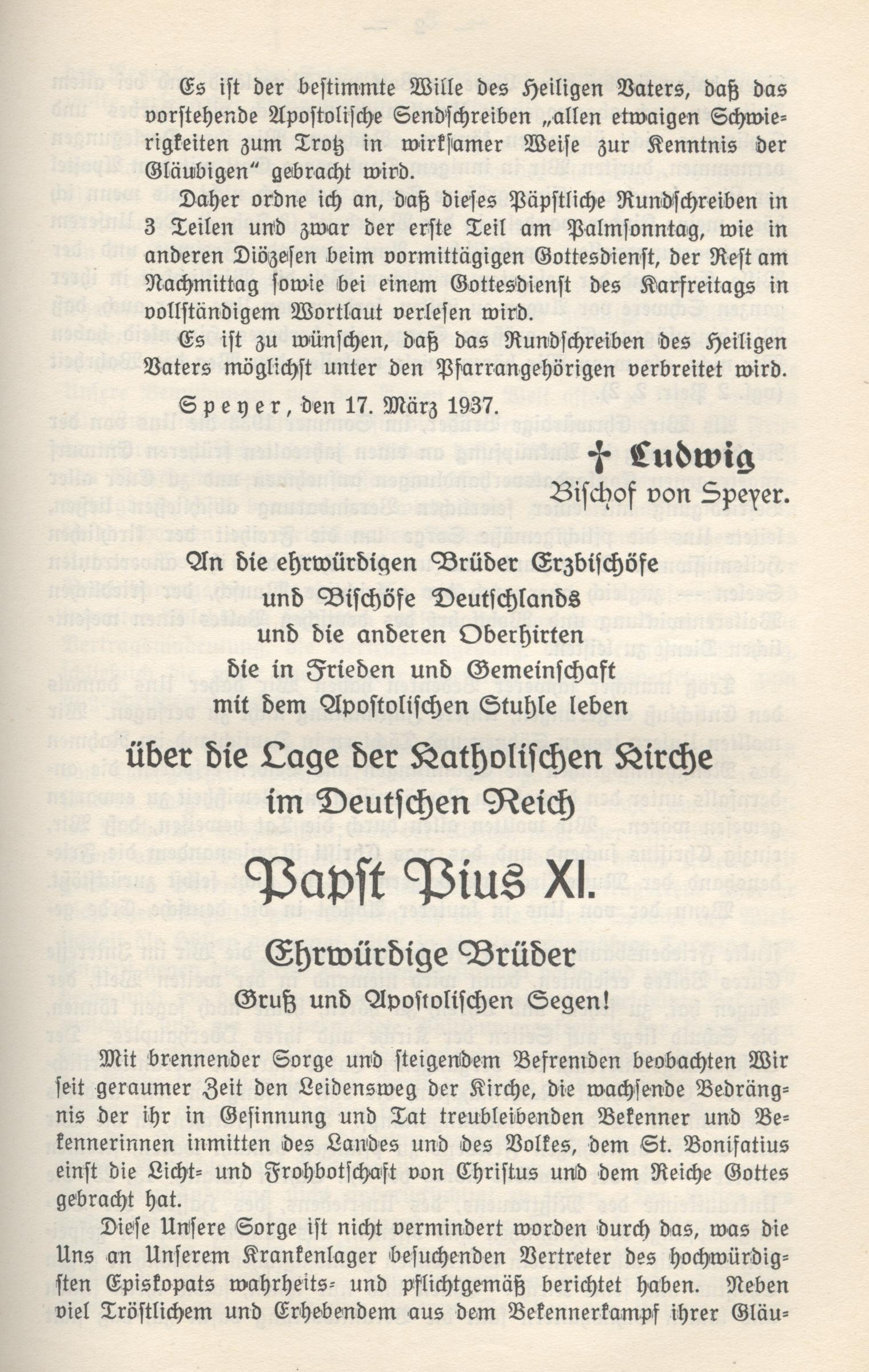
المنشور Mit brennender Sorge الصادر عن البابا بيوس الحادي عشر كان أول كتاب بابوي مكتوب باللغة الألمانية.

Mit brennender Sorge (وصلة=| عن هذا الصوت  تُلفظ بالألمانية: [mɪt ˈbʀɛnəndɐ ˈzɔʁɡə] ، «بقلق») على الكنيسة والرايخ الألماني هو منشور من البابا بيوس الحادي عشر، صدر خلال الحقبة النازية في 10 مارس 1937 (ولكنه يحمل تاريخ الأحد العاطفي، 14 مارس). مكتوب بالألمانية، وليس اللاتينية المعتادة، تم تهريبه إلى ألمانيا خوفًا من الرقابة وتم قراءته من منابر جميع الكنائس الكاثوليكية الألمانية في أحد أكثر أيام الكنيسة ازدحامًا، أحد الشعانين (21 مارس من ذلك العام). 
أدان المنشور الخرق لاتفاق الرايشكونكوردات لعام 1933 الموقع بين الرايخ الألماني والكرسي الرسولي. وأدانت «ارتباك وحدة الوجود» و «وثنية جديدة» و«ما يسمى بأسطورة العرق والدم» ووثن الدولة. احتوت على دفاع قوي عن العهد القديم مع الاعتقاد بأنها تمهد الطريق للجديد. تنص الرسالة العامة على أن العرق هو قيمة أساسية للمجتمع البشري، وهو أمر ضروري ومُشرِف لكنه يدين تمجيد العرق، أو الشعب، أو الدولة، فوق قيمتها المعيارية إلى مستوى وثني. ويعلن المنشور «أن الإنسان بصفته إنساناً يمتلك حقوقاً يمتلكها من الله، والتي يجب أن تحميها أي جماعة من الإنكار أو القمع أو الإهمال». لم يتم ذكر الاشتراكية القومية، أدولف هتلر والحزب النازي في الوثيقة. بل أستخدم مصطلح الحكومة الألمانية (Reichsregierung).
كانت محاولة إنتاج وتوزيع أكثر من 300000 نسخة من الرسالة سرية تمامًا، مما سمح للكهنة في جميع أنحاء ألمانيا بقراءة الرسالة دون تدخل. داهم الغيستابو الكنائس في اليوم التالي لمصادرة جميع النسخ التي يمكنهم العثور عليها، وتم إغلاق المطابع التي طبعت الرسالة. وفقا للمؤرخ إيان كيرشو، بدأ تكثيف النضال العام ضد الكنيسة حوالي أبريل استجابة للرسالة. كتب شولدر: «رد فعل مسؤولي الدولة والحزب بغضب واستنكار. ومع ذلك، لم يأت الانتقام الكبير الذي كان يُخشى. ظلت الكونكوردت سارية، وعلى الرغم من كل شيء، اشتدت المعركة ضد الكنيستين التي بدأت بعد ذلك ضمن الحدود العادية». كما حد النظام من تصرفات الكنيسة وضايق الرهبان بمحاكماتهم. على الرغم من أن هتلر لم يذكر اسمه في الرسالة العامة، إلا أنه يشير إلى «نبي مجنون» يقول البعض إنه يشير إلى هتلر نفسه.

## خلفية

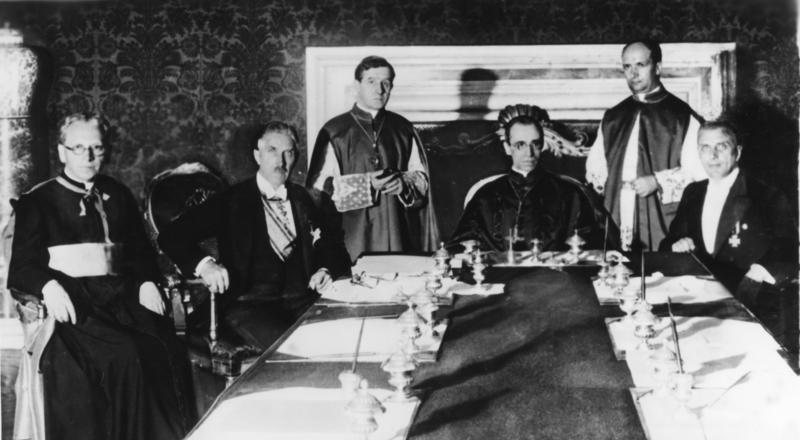
تم توقيع الرايشكونكوردات في 20 يوليو 1933 في روما. (من اليسار إلى اليمين: الأسقف الألماني لودفيغ كاس، نائب المستشار الألماني فرانز فون بابن، وزير الشؤون الكنسية غير العادية، جوزيبي بيزاردو، وزير الخارجية الكاردينال أوجينيو باسيلي، ألفريدو أوتافياني، وعضو Reichsministerium des Inneren (وزارة الداخلية) رودولف بوتمان)

بعد الاستيلاء النازي، حاول التسلسل الهرمي للكنيسة الكاثوليكية في ألمانيا في البداية التعاون مع الحكومة الجديدة، ولكن بحلول عام 1937 أصبح محبطًا للغاية. كان هناك تهديد، على الرغم من أن الاضطهاد المتقطع في البداية للكنيسة الكاثوليكية يتبع الاستيلاء النازي. تحرك هتلر بسرعة للقضاء على الكاثوليكية السياسية. اعتقلت الشرطة ألفي موظف من حزب الشعب البافاري في أواخر يونيو 1933، وتوقف هذا الحزب مع حزب المركز الكاثوليكي الوطني في أوائل يوليو. في هذه الأثناء، تفاوض نائب المستشار فرانز فون بابن على معاهدة الرايشكونكوردات مع الفاتيكان، والتي منعت رجال الدين من المشاركة في السياسة. وكتب كيرشو أن الفاتيكان كان حريصًا على التوصل إلى اتفاق مع الحكومة الجديدة، على الرغم من «التحرش المستمر برجال الدين الكاثوليك، والاعتداءات الأخرى التي يرتكبها المتطرفون النازيون ضد الكنيسة ومنظماتها».